# Municipalità locale di KwaDukuza
KwaDukuza è una municipalità locale (in inglese KwaDukuza Local Municipality) appartenente alla municipalità distrettuale di iLembe della provincia di KwaZulu-Natal in Sudafrica. 
In base al censimento del 2001 la sua popolazione è di 158.581 abitanti.
La sede amministrativa e legislativa è la città di Ballito e il suo territorio si estende su una superficie di 633 km² ed è suddiviso in 20 circoscrizioni elettorali (wards). Il suo codice di distretto è KZN292.

## Geografia fisica

### Confini
La municipalità locale di KwaDukuza confina a nord con quelle di Mandeni e Maphumulo, a est con l'Oceano Indiano, a sud con il municipio metropolitano di Ethekwini e a ovest con quella di Ndwedwe.

### Città e comuni
- Aldinville
- Ballito
- Blythdale Beach
- Compensation
- Darnall
- Groutville
- Melville
- Shakaskraal
- Shaka's Rock
- Salt Rock
- Stanger
- Tinley Manor Beach
- Qwabe (Madundube)
- Umhlali
- Willard Beach
- Zinkwazi Beach

### Fiumi
- Mhlali
- Mvoti
- Nonoti
- Tongati